# 鄭怡静
鄭怡静 (チェン・イーチン、Cheng I-Ching、1992年2月15日 - )は、台湾の卓球選手。2021年7月時点のITTF世界ランキングは8位。国立新豊高級中学（中国語: 國立新豐高級中學）を卒業し、輔仁大学教育学大学院体育学研究科に在籍。Tリーグはトップおとめピンポンズ名古屋と日本生命レッドエルフを経て木下アビエル神奈川に所属。

## 経歴
台湾台南市生まれ。小学校2年から卓球を始める。姉も同じく卓球選手。父親はバレーボール選手、母親は陸上競技選手だった。
2004年ジュニア代表に選出された。2006年（14歳）、チャイニーズタイペイの代表入りを果たした。台湾女子卓球史上最年少で代表に選出された。
2016年リオデジャネイロオリンピック、2020年東京オリンピックの台湾卓球代表。
2021年の東京オリンピックでは林昀儒との混合ダブルスで銅メダルを獲得した。

## 受賞歴
- Tリーグ特別賞（2021年）[6]